# Luis Ojeda
Luis Ojeda (ur. 21 marca 1990 w Romang, Santa Fe) – argentyński piłkarz występujący na pozycji bramkarza.

## Kariera piłkarska
Od 2008 roku występował w Unión Santa Fe, Argentinos Juniors, Venados, Veracruz i JEF United Chiba.